# Cheiracanthium halophilum
Cheiracanthium halophilum es una especie de araña del género Cheiracanthium, familia Cheiracanthiidae, suborden Araneomorphae. Fue descrita científicamente por Schmidt & Piepho en 1994.

## Distribución
Se distribuye por Cabo Verde.